# Disney Sing It
Disney Sing It és un videojoc karaoke i seqüela de High School Musical: Sing It! i Sing It: Pop Hits. Fou tret a la venda el 28 d'octubre de 2008 a través de múltiples plataformes.

## Cançons
Disney Sing It presenta una sèrie de cançons d'artistes afiliats a The Walt Disney Company així com les d'espectacles i pel·lícules com la sèrie High School Musical. Aquests són els artistes i cançons:
- Aly and AJ:
  - Like Whoa
  - Potential Breakup Song
  - Chemicals ReactOS
- Hannah Montana:
  - Best of Both Worlds
  - Nobody's Perfect
  - Rock Star
  - Life's What You Make It
- Miley Cyrus:
  - G.N.O. (Girl's Night Out)
  - See You Again
  - Start All Over
- Everlife:
  - Find Yourself in You
  - Real Wild Child
- Jordan Pruitt:
  - Jump to the Rhythm
  - Outside Looking In
- The Cheetah Girls:
  - The Party's Just Begun
  - One World
  - Dance with Me*
- Billy Ray Cyrus:
  - Ready, Set, Don't Go
- Jesse McCartney:
  - She's No You
- Corbin Bleu:
  - Push it to the Limit
- Vanessa Hudgens:
  - Say Ok
- Drew Seeley:
  - Dance with Me